# Вромбчин
Вромбчин (пол. Wrąbczyn) — село в Польщі, у гміні Заґурув Слупецького повіту Великопольського воєводства.
Населення — 181 особа (2011).
У 1975-1998 роках село належало до Конінського воєводства.

## Демографія
Демографічна структура станом на 31 березня 2011 року:
|          | Загалом | Допрацездатний вік | Працездатний вік | Постпрацездатний вік |
| -------- | ------- | ------------------ | ---------------- | -------------------- |
| Чоловіки | 91      | 15                 | 66               | 10                   |
| Жінки    | 90      | 16                 | 50               | 24                   |
| Разом    | 181     | 31                 | 116              | 34                   |